# يوسف بن خروف
يوسف بن خروف أو كما يعرف سي يوسف (15 يوليو 1933 - 14 مارس 2005) هو مجاهد جزائري التحق بجيش التحرير.

## مولده ونشأته
المجاهد يوسف بن خروف، ولد في 15 يوليو 1933 بقرية إغيل اوشن أو العزيب بعرش أولاد خليفة بلدية الجعافرة ولاية برج بوعرريج حاليا في وسط عائلي ريفي الجعافرة - برج بوعرريج الجزائر العاصمة. نظرا لظروف الحياة القاسية هاجر في شبابه إلى فرنسا للعمل، في سنة 1955 ألقي عليه القبض بسبب تهربه من أداء الخدمة العسكرية وأعيد إلى الجزائر وأثناء تنقله بين عدة ثكنات تعرف على بعض المناضلين الذين مكنوه سنة 1956 من الالتحاق بجيش التحرير.
التحق بجيش التحرير سنة 1956، تنقل سي يوسف خلال سنتي 1956 و 1957 بين عدة وحدات منها: وحدة علي بن قربان ـ وحدة الحاج لخضر ـ كومندو الولاية ـ وغيرها وفي ماي 1958 عين كعسكري في مجلس قيادة المنطقة الرابعة مع سي لخضر بوشمع وخلفه على رأس المنطقة عندما عين هذا الأخير في مجلس الولاية سنة 1960 بعد أحداث قضية الاليزي، التحق رفقة سي حسان قائد المنطقة الثالثة بمجلس الولاية مع سي محمد وعند استشهاد سي محمد في أوت 1961 سيرا معا شؤون الولاية إلى غاية توقيف القتال.

## الرائد يوسف بن خروف بعد الاستقلال
بدأت مسيرة الرجل النضالية في ظل الجزائر المستقيلة ضمن المجلس الوطني التأسيسي سنة 1963، بعد ذلك أصبح عضوا في اللجنة المركزية لحزب التحرير الوطني وبعد أحداث جوان 1965 عين محافظا في ولاية البليدة.و على إثر المحاولة الانقلابية «لطاهر زبيري» في ديسمبر 1967 عرف سي يوسف غياهب السجن الذي بقي به ثمان سنوات.
بعد خرجه من السجن قرر إن ينشأ لنفسه مؤسسة صغيرة لأشغال العمومية، لكنه لم يبتعد عن «المنظمة الوطنية للمجاهدين» حيث ناضل بشراسة دفاعا عن الحقوق المادية والتاريخية، كلف بعد ذلك برئاسة المجلس التاريخي للولاية الرابعة، مما جعله يقتنع بمرور الوقت بضرورة إنشاء هيئة مستقيلة لكتابة تاريخ الولاية الرابعة ’ تبلورت الفكرة سنة 1998، فبدأت مسيرة تشكل النواة الأولى للمؤسسة ذاكرة الولاية الرابعة التاريخية، وتواصل العمل طيلة سبع سنوات تحت إشرافه مع مجموعة من الشباب الذين تتلمذوا على يده.

## ظروف وفاته
تدهورت صحة الرائد يوسف بن خروف في 11 مارس 2005 وذلك بعد الوعكة الصحية التي تعرض لها والتي ألزمته المكوث في بيته، وبعد مرور يومين أي في 12و 13 مارس 2005 أدرك الرائد بن خروف أن ساعة رحيله قد حانت، فطلب رؤية رفيق دربه وصديقه العقيد يوسف الخطيب ليكون آخر مقام به الرائد يوسف بن خروف قبل وفاته هو الاجتماع بالعقيد يوسف الخطيب على انفراد وهو في كامل وعيه.
توفي الرائد يوسف بن خروف مساء يوم 14 مارس سنة 2005م ليوارى التراب بمقبرة القبة يوم 15 مارس 2005م.